# 仁義ストーム The Arcade
『仁義ストーム The Arcade』（じんぎストーム ジ アーケード）は、アトラティーバ・ジャパンが開発した3D格闘ゲーム。

## 概要
システムは『バーチャファイター』シリーズなどに見られる、パンチ・キック・ガードの3ボタン方式を採用。ガードシステムが特殊で、効果の異なる3種類のガードが存在する。元々は開発中止となったサミーのATOMISWAVE用タイトル『フォースファイブ』のシステムをベースとしている。本作のプレイヤーキャラ（中ボスを除く）にはヒロインがおり、各ヒロインと中ボスは各キャラごとに担当イラストレーターが個別に起用されている。
ロケテスト当初は脱衣システム（後述）が搭載されていたが、諸事情により製品版である「The Arcade」では脱衣要素が全面的に削除される事となった。その影響か基板出荷本数も少なく、稼動店舗はごく限られたものとなった。後にアトラティーバ・ジャパンが倒産したこともあり基板の入手は困難となっている。

## 登場キャラクター

### プレイヤーキャラクター
パートナーの横にある（）内はパートナーの担当イラストレーター。
山内荒志
パートナーは、妹の山内ひろみ（たっくん）。
チャド・アピッコロ
パートナーは、クリスティ（ことみようじ）。
パオロ・クーゼ
パートナーは、ピア・クーゼ（統月剛）。
西岡義一
パートナーは、佐倉万智（及川雅史）。
池上龍也
パートナーは、不死蝶のレイカ（内藤隆）。
ランディ市原
パートナーは、後輩の香咲春華（かどつかさ）。
Dr.ダロ
パートナーは、ルクミニ・パテル（Ein/あいん）。
シュペリ・イノウェイ
パートナーは、アルレット・ラボリ（剣康之）。
中井牙門
パートナーは、南海碧（赤賀博隆）。パートナーの中では唯一の男性。

### 中ボス
隠しコマンドを入力すればプレイヤーキャラとして使用可能。パートナーはいない。（）内は担当イラストレーター。
フェンリル（島村美和）
飛鳥（白井影二）
のえる（江草天仁）
ゲーム中のモデルは頭身が上がるので、イラストとのギャップが大きい。

### ボス
叫邪王
中ボス。
ゼル
最終ボス。

## 幻となった脱衣システム
勝利評価により相手のパートナーを文字通り脱衣させるシステムで、最大の売りとされていた。CPU戦、対戦の試合内容によって脱衣ポイントが加算され、脱衣ポイントが多く加算される事により、相手パートナーを脱衣させる事が出来る。最大脱衣レベルは5だった模様で、各段階の脱衣のイラストも用意されていた。
当初のコンセプトも「男を殴って女を脱がす! 掟破りの脱衣格闘ゲーム登場!」というストレートなもので、18歳以上推奨となっていた。しかし結局製品版は全年齢対象となり、脱衣システムはなくなった。
情報誌『月刊アルカディア』でのインタビューでは「脱衣マージャンのように片隅においてもらえば」とコメントを残していた。